# Juilly (Seine-et-Marne)
Juilly ist eine französische Gemeinde mit 2031 Einwohnern (Stand 1. Januar 2022) im Département Seine-et-Marne in der Region Île-de-France. Sie gehört zum Arrondissement  Meaux und zum Kanton Mitry-Mory.

## Geographie
Nachbargemeinden von Juilly sind Saint-Mard im Norden, Montgé-en-Goële im Nordosten, Vinantes im Osten, Le Plessis-aux-Bois im Südosten, Nantouillet im Süden, Compans im Südwesten, Thieux im Westen und Villeneuve-sous-Dammartin im Nordwesten.

## Geschichte
Einige Historiker meinen, dass das in einer Schenkungsurkunde König Karls des Kahlen 843 genannte „Iuliacum“ mit Juilly gleichgesetzt werden kann (Regesta Imperii I, 372).

### Bevölkerungsentwicklung
| Jahr      | 1962 | 1968 | 1975 | 1982 | 1990 | 1999 | 2007 |
| Einwohner | 823  | 798  | 802  | 1130 | 1288 | 1448 | 1794 |

## Sehenswürdigkeiten

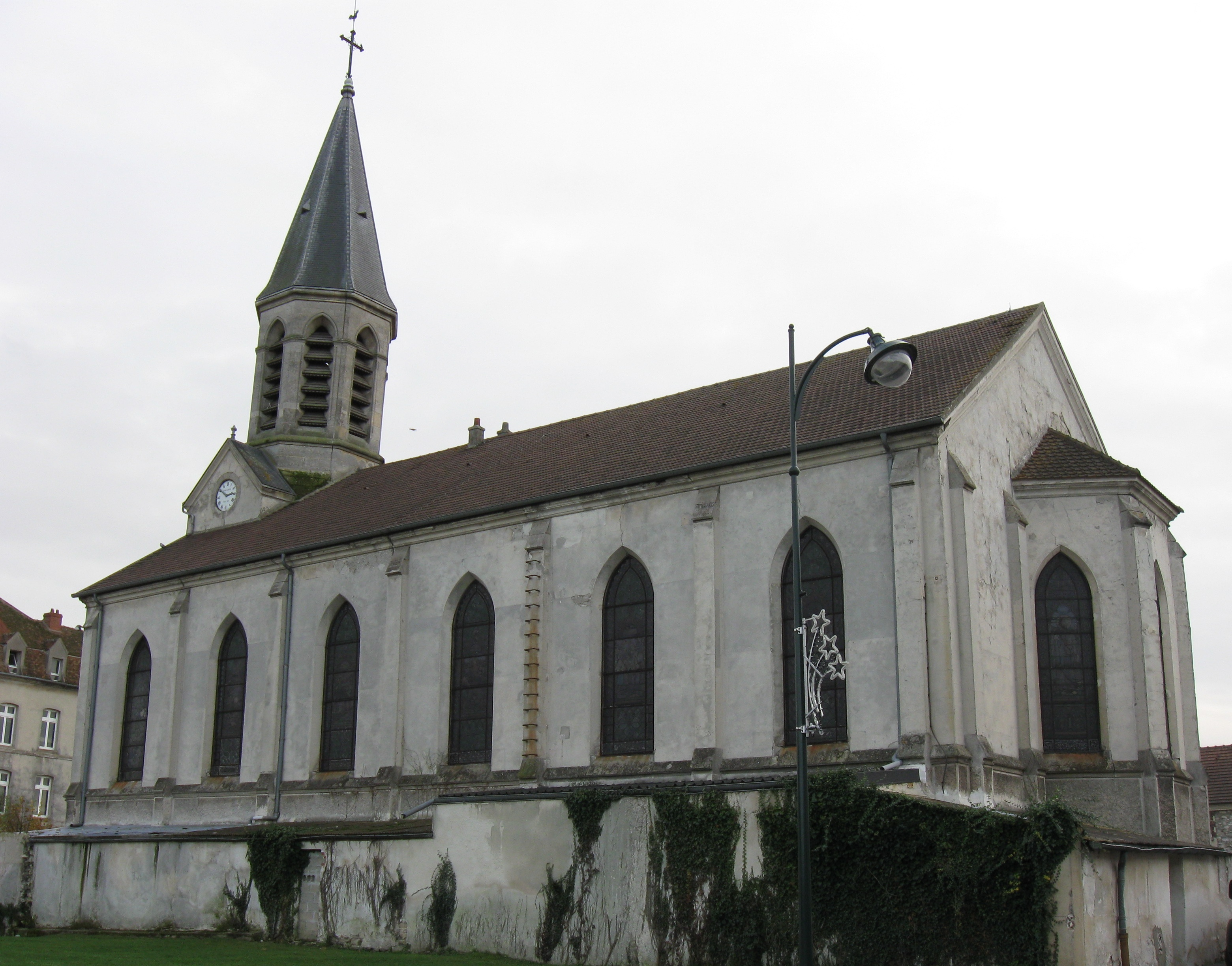
Kirche Saint-Étienne

- Kirche Saint-Étienne